# Szabályozói eszközalap
A Szabályozói Eszközalap (angolul: Regulatory Asset Base, röviden: RAB; más néven: Szabályzói Eszközérték) a monopóliumok által uralt, szabályozott ágazatokban az egyes vállalatok éves árbevételeinek, így az eredménykimutatásaik meghatározásának elsődleges referenciamennyiségéül szolgál. Ezek tipikusan olyan ágazatok, melyek esetében az állam – tekintettel bizonyos strukturális korlátokra, illetve a kínált szolgáltatás társadalmi fontosságára (pl. közművek) – egy szabályozott monopólium-rendszert választott a szabad versenypiac helyett. Az ebben a rendszerben működő, általában állami (regionális, tartományi), illetve önkormányzati tulajdonban lévő szolgáltatók előzetesen meghatározott feltételrendszer alapján díjazásban részesülnek az erőfölénnyel való visszaélésszerű magatartás elkerülése érdekében.
Magyarországon ebbe a körbe tartozik pl. az MVM-Csoport tulajdonában lévő átviteli rendszerirányító (MAVIR Zrt.), a MOL-Csoport tulajdonában álló földgázszállító (FGSZ Zrt.) és a területileg illetékes elosztótársaságok, egyetemes szolgáltatók. A magyar energiaszektort felügyelő hatóság a Magyar Energetikai és Közmű-szabályozási Hivatal (MEKH), mely engedélyezési és felügyeleti hatáskörei mellett árszabályozói feladatokat is ellát a szektor szereplői tekintetében. A MEKH előre meghatározott és publikált módszertan alapján rendszeres időközönként adatokat kér be a szektor vállalataitól, úgymint:
- A végrehajtott beruházások inflációval indexált értékcsökkenését a beruházási értékhez viszonyítva, az eszközök hasznos élettartama alatt egyenletesen szétosztva.
- A befektetések megtérülését, melyet a nettó befektetett tőkéből vagy a RAB-ból számítanak ki (kezdeti tőkebefektetés – felhalmozott értékcsökkenés * a MEKH által megállapított súlyozott átlagos tőkeköltség /WACC/).

A szabályozással érintett szolgáltatók RAB alapján kiszámított díjai a fogyasztók által, a közműszámlákon keresztül kerülnek megtérítésre. Ez a megközelítés jelenti a tőkepiaci árazási modell (CAPM) gyakorlati alapját. A legtöbb EU tagállamban ezt a módszert alkalmazzák kockázatértékelésre, illetve a szabályozott tevékenységek tőkeköltségének meghatározásához. A szabályozott tevékenységek rendszerszintű kockázatának szintjét a ß paraméterben határozzák meg a MEKH-hez hasonló szabályozó hatóságok (regulátorok). Ennek nyomán rögzítik a megtérülési rátát annak érdekében, hogy a társaság tőkéjéhez, a viselt kockázathoz és eladósodottsághoz garantáljon olyan jövedelmezőséget, melyet piaci körülmények között befektetve, hasonló kockázattal elérhetne.
A nemzeti szabályozó hatóságoknak a modellezett hálózat szabályozott eszközalapját alkotó valamennyi eszköz értékét azok pótlási értéke alapján kell meghatároznia.

## Fordítás
Ez a szócikk részben vagy egészben  a   Regulatory Asset Base című olasz Wikipédia-szócikk fordításán alapul.  Az eredeti cikk szerkesztőit annak laptörténete sorolja fel. Ez a jelzés csupán a megfogalmazás eredetét és a szerzői jogokat jelzi, nem szolgál a cikkben szereplő információk forrásmegjelöléseként.